# The Breaking Point (film 1914)
The Breaking Point è un cortometraggio muto del 1914 diretto da Frank Wilson.

## Trama
La fidanzata di un uomo incastrato per omicidio ottiene la confessione del colpevole girando un film della ricostruzione del delitto.

## Produzione
Il film fu prodotto dalla Hepworth.

## Distribuzione
Distribuito dalla Hepworth, il film - un cortometraggio di 389 metri - uscì nelle sale cinematografiche britanniche nel maggio 1914.
Fu distrutto nel 1924 dallo stesso produttore, Cecil M. Hepworth. Fallito, in gravissime difficoltà finanziarie, Hepworth pensò in questo modo di poter almeno recuperare il nitrato d'argento della pellicola.